# Titularbistum Lestrona
Lestrona ist ein Titularbistum der römisch-katholischen Kirche.
Es geht zurück auf ein ehemaliges Bistum in der römischen Provinz Epirus Novus bzw. Epirus. Es gehörte der Kirchenprovinz Dyrrachium an.
| Titularbischöfe von Lestrona |                          |                                                        |                   |                   |
| Nr.                          | Name                     | Amt                                                    | von               | bis               |
| 1                            | Eugène Moke Motsüri      | Weihbischof in Kinshasa (Demokratische Republik Kongo) | 1. September 1970 | 6. April 2015     |
| 2                            | Oscar J. L. Florencio    | Weihbischof in Cebu (Philippinen)                      | 3. Juli 2015      | 2. März 2019      |
| 3                            | Arjan Dodaj              | Weihbischof in Tirana-Durrës (Albanien)                | 9. April 2020     | 30. November 2021 |
| 4                            | Jean-Charles Wismick SMM | Weihbischof in Port-au-Prince (Haiti)                  | 31. Mai 2024      |                   |